# 山墙

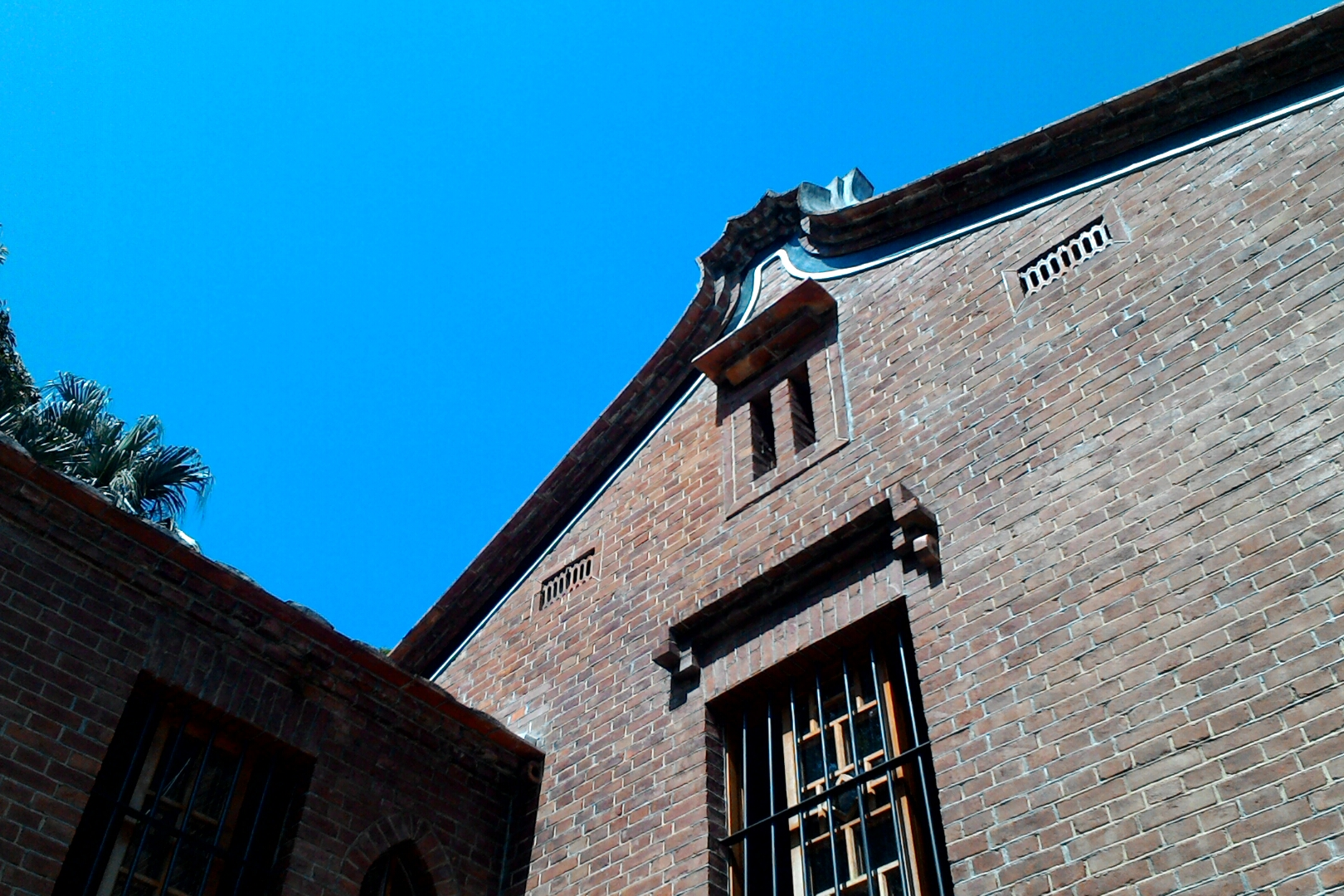
台灣台北內湖郭氏古宅山牆，五行屬火。

山墙是建筑两个侧面上部成山尖形的横墙，也稱作規壁、鵝頭、棟頭、圓仔頭、歸壁、大規壁，而「規」字是指弧形的曲線。此外日本史學家藤島亥治郎在其《臺灣の建築》一書中將這種結構稱為馬背，有可能是「馬脊」之誤。另有一說，認為馬背是在山牆頂端鼓起的部分。一般而言，東亞傳統建筑都有山墙，它的作用主要是与邻居的住宅隔开和防火。在中國長江一帶，常有階梯狀的封火山牆，又稱馬頭牆，其高度高過了屋瓦。

## 結構
山墙由下至上分别为下碱、上身、山尖（規尾、歸尖）三部分。

## 形制

### 中國

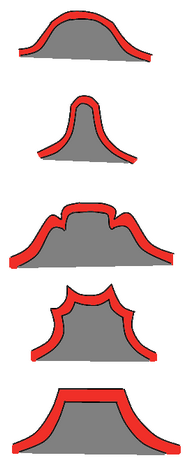
對應五行的山牆造型。由上到下依序是金木水火土。

山墙有主要三种形制，一是人字形，比较简洁实用，修造成本也不高，民间多採用。
二是锅耳形，线条优美，变化大，实际上它是仿照古代的官帽形状修建的，取意前程远大，因它的形状像铁锅的耳朵，民间俗称镬（锅）耳墙。锅耳墙不但大量用在祠堂庙宇的山墙上，一般百姓的住宅也常运用，绵纶会馆等建筑为典型的锅耳形山墙。分布於潮州與廣州一帶。
三是波浪形，又稱「桃彎規」。造型起伏有致，讲究对称，起伏多为三级，实际是锅耳墙的变形，更像古代的官帽，百姓基本不用。在比较大的建筑群中它和人字形山墙、锅耳形山墙一起出现在群落里，尤显风姿。
闽南传统建筑依照山牆頂端的形狀，將山牆分為五行。「金」的山牆則有一個大弧，「木」的山牆特徵是弧線窄而高，「水」的山牆頂端則由三到五個弧線組成，「火」的山牆形狀則帶有銳角，「土」的山牆則有平整的頂端。
典型的闽东传统建筑的山墙以马鞍形曲线为特征。

## 範例
|  |  |  |